# Bombattentaten mot USA:s ambassader i Kenya och Tanzania 1998
Bombattentaten mot USA:s ambassader i Kenya och Tanzania 1998 var en serie attacker som genomfördes den 7 augusti 1998, där hundratals personer dödades av bilbombsexplosioner vid USA:s ambassader i Dar es-Salaam i Tanzania och Nairobi i Kenya. Attentaten inträffade på årsdagen åtta år efter att de första amerikanska soldaterna anlänt till Saudiarabien i samband med förberedelserna inför det första Kuwaitkriget. Attackerna kopplades till två lokala medlemmar av al-Jihad, och för första gången uppmärksammades Usama bin Ladin och Ayman az-Zawahiri för den amerikanska allmänheten, vilket resulterade i att amerikanska FBI placerade bin Ladin på sin lista över tio mest efterlysta. Fazul Abdullah Mohammed och Abdullah Ahmed Abdullah uppgavs vara de huvudsakliga hjärnorna bakom attentaten.